# Флаг Англии
Национальный флаг Англии представляет собой белое полотнище с красным прямым крестом Святого Георгия, который считается небесным покровителем англичан. Официальные пропорции флага — 3:5, ширина линий красного креста составляет более 1/5 от ширины полотна. Первое упоминание флага Англии с Георгиевским крестом относится к 1545 году.
Крест Святого Георгия является одной из первых известных эмблем Англии. Он стал английским символом в Средневековье, во время Крестовых походов.
Святой Георгий стал покровителем Англии в XIII веке. Существует теория, что Крест стал использоваться, как национальная эмблема (но не флаг), в ходе Уэльской войны 1275 года.
Есть мнение, что Крест был принят Англией для наделения флота особой символикой. Английский монарх Ричард Львиное Сердце изначально выбрал в качестве покровителя Святого Георгия. Потом английские суда поднимали белый флаг с красным крестом, чтобы извлечь определённую выгоду: когда-то Крест был символом Генуи, и Англия таким образом подпадала под протекторат мощного флота.